# Lex Grabski
Lex Grabski, або закон Грабського — закон, прийнятий у 1924 році у Польщі, який регламентував питання про освіту національних меншин. Закон набув чинності 1 жовтня 1924 року, а 7 квітня 1956 року був скасований. Свою назву отримав від прізвища тогочасного міністра освіти Польщі Станіслава Грабського.
Закон встановлював польську мову державною у внутрішньому урядуванні на всіх рівнях адміністрації, скасовуючи суперечливі правила колишніх загарбників — Австро-Угорщини, Росії і Пруссії. У стосунках з місцевим українським і білоруським населенням він не тільки дозволяв, але й наказував користуватися мовами цих народів. Закон також дав право звертатися до державних органів власною мовою.
Тим не менш, на практиці закон служив для ліквідації української освіти на території Галичини і викликав великий опір українського суспільства та деяких польських політиків. Згідно із його положеннями, заяви батьків визначали характер мовного викладання у двомовних школах. Для українців, мова яких була віднесена до мов національних меншин, було потрібно 40 відсотків заяв батьків для вивчення української мови, натомість для утворення польської школи було достатньо 20-ти заяв батьків. Утворення утраквістичної двомовної школи, фактично, визначало її переведення на польську мову викладання.
Впровадження цього закону призвело до того, що із 793 українських і 346 польських шкіл у Станиславівського воєводства було утворено 487 утраквістичних, 337 українських та 285 польських. У 1934/35 навчальних роках на території усієї Польщі залишилось 457 українських шкіл, де навчалось лише 5 % загальної кількості українських дітей, ще 27 % вчилися в утраквістичних і 68 % — у польських.
На думку українців, цей закон був частиною плану асиміляції дітей, котрі походили з національних меншин. У відповідь на його положення українці почали створювати приватні навчальні заклади